# هانز يوخن فوغل
هانز يوخن فوغل (بالألمانية: Hans-Jochen Vogel)‏ (1926 - 2020)، هو محامي وسياسي ألماني ينتمي إلى الحزب الديمقراطي الاجتماعي الألماني، شغل منصب وزير الوزارة الاتحادية للبيئة وحماية الطبيعة والسلامة النووية من عام 1972 إلى عام 1974، ومنصب وزير وزارة العدل من عام 1974 إلى عام 1981. وقبل المناصب الوزارية كان قد شغل منصب عمدة مدينة ميونيخ.
ولد يوم 3 فبراير 1926 في مدينة غوتينغن - وتوفي يوم 26 يوليو 2020 بمدينة ميونخ.

## روابط خارجية
- هانز يوخن فوغل على موقع IMDb (الإنجليزية)
- هانز يوخن فوغل على موقع مونزينجر (الألمانية)
- هانز يوخن فوغل على موقع ميوزك برينز (الإنجليزية)
- هانز يوخن فوغل على موقع ديسكوغز (الإنجليزية)